# Johann August Ernesti
Johann August Ernesti (ur. 4 sierpnia 1707 w Tennstedt, zmarł 11 września 1781 w Lipsku) – niemiecki ewangelicki teolog, filolog, pedagog i rektor Thomasschule w Lipsku.

## Życiorys
Ernesti, którego ojcem był pastor i jednocześnie superintendent w Salz i Sangerhausen, w wieku 16 lat został wysłany do szkoły Landesschule Pforta. Po trzech latach opuścił szkołę z bardzo dobrym świadectwem. W 1726 rozpoczął studia matematyczne u Johanna Matthiasa Hase, filologiczne u Johanna Wilhelma von Berger, filozoficzne u Friedricha Philippa Schlossera i Friedricha Augusta Wolfa i teologiczne u Johanna Georga Neumanna i Ernsta Friedricha Wernsdorfa na uniwersytecie Leucorea w Wittenberdze. Od 1728 roku kontynuował studia na uniwersytecie w Lipsku, gdzie jego nauczycielami byli Christian Friedrich Börner, Salomo Deyling, Johann Christoph Gottsched i Christian August Hausen. W 1730 otrzymał tytuł magistra. W następnym roku został prywatnym nauczycielem w domu burmistrz Lipska Christiana Ludwiga Stieglitza i podjął pracę na stanowisku konrektora w Thomasschule w Lipsku. W tym czasie rektorem szkoły był Johann Matthias Gesner, a w 1734 jego następcą został Ernesti. Zaprojektował regulamin szkolny dla saksońskich książęcych szkół (Fürstenschule) i łacińskich szkół (Lateinschule).
W 1742 został mianowany profesorem nadzwyczajnym literatury starożytnej na uniwersytecie w Lipsku. W 1756 został profesorem zwyczajnym retoryki (następcą Johanna Erharda Kappa). W tym samym roku otrzymał tytuł doktora teologii po wygłoszeniu dysertacji pt. Vindiciae arbitrii divi in religione constituenda, a w 1759 został profesorem na wydziale teologii. Współpracował z Siegmundem Jacobem Baumgartenem z uniwersytetu w Halle, aby uwolnić obowiązujące dogmaty od ich scholastycznych i mistycznych narośli i w ten sposób przygotował drogę do reformy teologii. U schyłku życia był seniorem Miśnieńskiej Nacji (zrzeszenie studentów i docentów), kanonikiem w Miśni, eforem książęcych stypendystów, członkiem saksońskiego konsystorza w Lipsku, członkiem Towarzystwa Nauk w Getyndze i prezesem Towarzystwa Naukowego Jabłonowskich (Societas Jablonoviana).
Zmarł po krótkiej chorobie w Lipsku w wieku 74 lat.

## Działalność
Pomijając jakość jego własnych tekstów, rozgłos w Niemczech przyniósł mu jego wpływ na krytykę tekstu. Z Johannem Salomo Semlerem pracował nad reformą teologii luterańskiej, wspólnie z Johannem Matthiasem Gesnerem stworzył nową szkołę starożytnej literatury. Odkrył gramatyczne subtelności w języku łacińskim odnoszące się do następstwa czasów. Z powodu jego znajomości łaciny nazywano go „Germanorum Cicero“( niemiecki Cyceron).
Jako wydawcę klasycznej literatury greckiej nie można go porównać z współczesnymi mu holenderskimi filologami takimi jak Tiberiusowi Hemsterhuis, Lodewykowi Kasparowi Valckenaer, Davidowi Ruhnken lub z jego kolegą Johannem Jacobem Reiske. Wyższość jego krytyki tekstów została nie raz potwierdzona. Jemu i Johannowi Matthiasowi Gesnerowi należy podziękować, że wychowali wielu doniosłych filologów.
Ernesti jako teolog może rościć sobie pretensje do czołowego miejsca wśród przedstawicieli hermaneutyki.
W tej dziedzinie jego zasługi są wspaniałe. W 1761 roku wydał Institutio Interpretis N. T..
W tym dziele znajdują się ogólne zasady interpretacji bez pomocy jakiejkolwiek filozofii, które zostały rozwinięte z obserwacji i reguł. Chociaż już je opisali i stosowali znani autorzy, nigdy ściśle nie zostały zastosowane w biblijnej egzegezie. Był założycielem szkoły historyczno-gramatycznej, która w świętych jak i w klasycznych pismach dopuszczała sens, który musiał zgadzać się w gramatyce, logice i historii. Jego teologiczne prace muszą zostać przyporządkowane do neologie.
Konsekwentnie krytykował pogląd tych, którzy uzmysłowienie Pisma Świętego sprowadzali do natchnienia Ducha Świętego, jak również tych, którzy lekceważyli całą wiedzę językową i każde słowo chcieli wyjaśnić przez rzecz. Zasady interpretacji „ analogie wiary“ zostały przez niego rygorystycznie ograniczone i uczył, że nigdy nie dostarczają one wyjaśnienia lecz zaledwie wybór spośród możliwych znaczeń.
Znaczenie Ernestiego leży w jego nacisku na humanistyczną edukację, dlatego on razem z Johannem Matthiasem Gesnerem uchodzą za reformatorów klasycznego nauczanie w Niemczech. 
Studiom literatury greckiej poświęcił niewiele miejsca,przez co zalicza się go jeszcze do prekursorów nowego humanizmu (Neuhumanismus).

## Dzieła (wybór)

### Literatura klasyczna
- Initia doctrinae solidioris (1736),
- Initia rhetorica (1750),
- Cyceron (1737–1739)
- Swetoniusz (1748)
- Tacyt (1752)
- Chmury Arystofanesa (1754)
- Homer (1759–1764)
- Kalimach(1761)
- Polibiusz (1764)
- Bibliotheca Latina Johanna Alberta Fabriciusa (niedokończona)
- De particulis des Horatius Tursellinus (1769)

### Literatura teologiczna
- Antimuratorius sive confutatio disputationis Muratorianae de rebus liturgicis (1755–1758)
- Neue theologische Bibliothek, Band I bis X (1760–1769)
- Institutio interpretis Nov. Test. (3. Ausgabe., 1775)
- Neueste theologische Bibliothek, Band I bis X (1771–1775).